# Софія Катерина Шлезвіг-Гольштейн-Зондербурзька
Софія Катерина Шлезвіг-Гольштейн-Зондербурзька (дан. Sophie Katharina af Slesvig-Holsten-Sønderborg), (нар. 28 червня 1617 — пом. 22 листопада 1696) — данська принцеса з Ольденбурзької династії, донька герцога Шлезвіг-Гольштейн-Зондербургу Александра та графині Шварцбург-Зондерсгаузенської Доротеї, дружина графа Ольденбургу та Дельменгорсту Антона Гюнтера.

## Біографія
Народилась 28 червня 1617 року у маєтку Бек у Вестфалії. Була дев'ятою дитиною та другою донькою в родині принца Шлезвіг-Гольштейн-Зондербурзького Александра та його дружини Доротеї Шварцбург-Зондерсгаузенської. Мала старших братів Йоганна Крістіана, Александра Генріха, Ернста Ґюнтера, Георга Фрідріха й Августа Філіпа. Інші діти померли в ранньому віці до її народження. Згодом сімейство поповнилося сином Філіпом Людвігом. Значна частина їхнього дитинства пройшла у маєтку Бек.
У 1622 році батько став герцогом Шлезвіг-Гольштейн-Зондербурзьким, а у 1627 році помер. Матір більше не одружувалась. Слідуючи заповіту чоловіка, вона намагалася виплатити борг герцогства, але їй це не вдалося.
У віці 17 років Софія Катерина була видана заміж за 51-річного графа Ольденбургу Антона Ґюнтера. Весілля пройшло 31 травня 1635. Маєток Бек став посагом нареченої. Дітей у подружжя не було. У 1647 році Антон Ґюнтер став також правителем Дельменгорсту. В ході Тридцятилітньої війни він зберігав нейтралітет, держава при ньому процвітала, що принесло йому любов і повагу підданих.

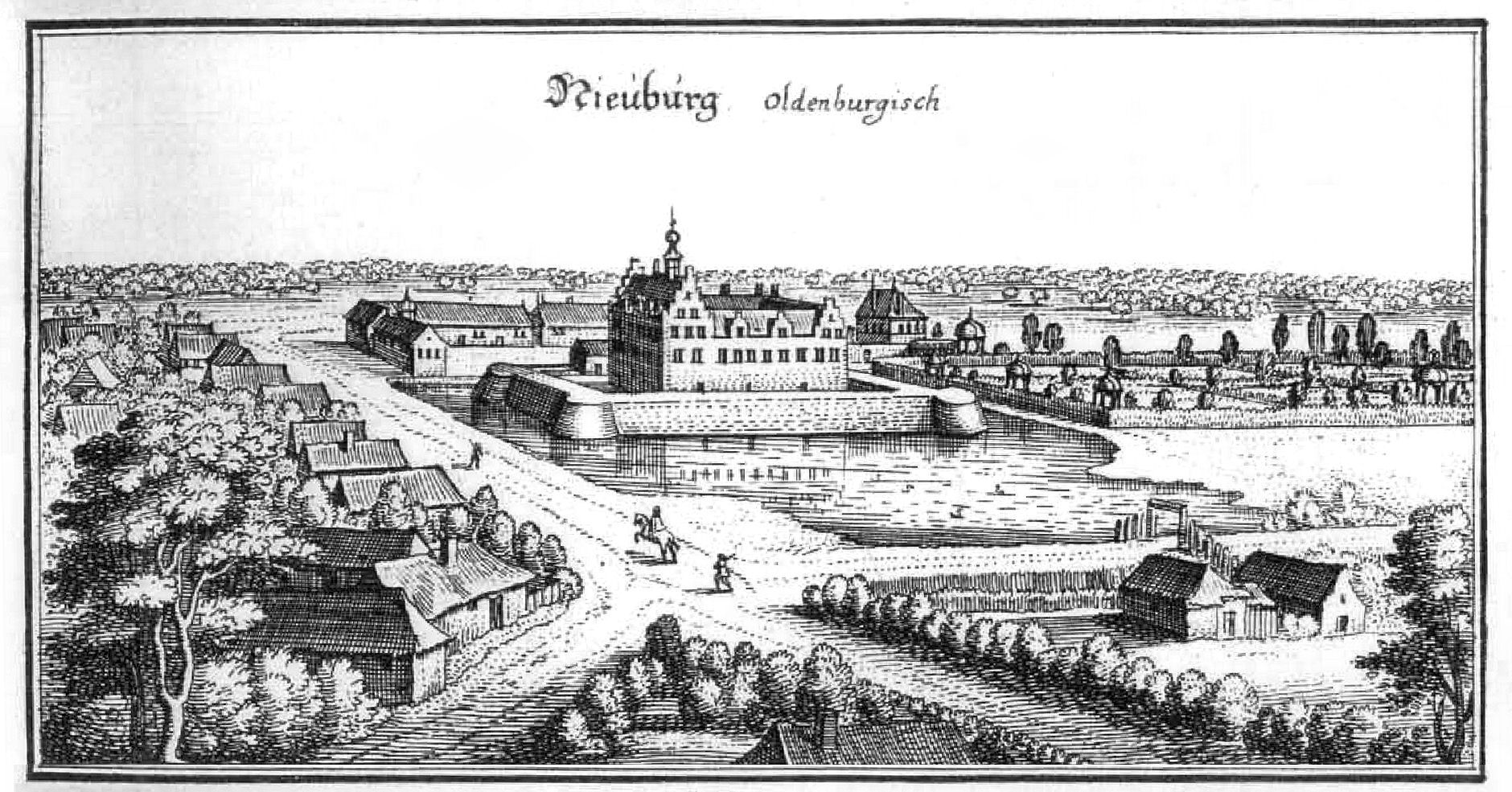
Замок Ноєнбург, гравюра 1647 року

У 1646 році Софія Катерина продала маєток Бек своєму братові Августу Філіпу. Після смерті чоловіка у червні 1667 року мешкала у замку Ноєнбург, своїй удовиній резиденції.
Померла у замку Ноєнбург 22 листопада 1696 року. Була похована у крипті церкви Святого Ламберта в Ольденбурзі.